# Kaukauna (thị trấn), Wisconsin
Kaukauna là một thị trấn thuộc quận Outagamie, tiểu bang Wisconsin, Hoa Kỳ. Năm 2010, dân số của thị trấn này là 1.215 người.